# 固体色素レーザー
固体色素レーザー（こたいしきそレーザー）は、アクリル樹脂中にレーザー色素を分散したレーザー媒質を紫外光等の短波長の光源によって励起することによる誘導放出を利用する一種の色素レーザー。

## 概要
従来の色素レーザーと作動原理は同じだが、固体化されている事で堅牢で取り扱いが容易になる。励起には紫外光などの短波長の光源でローダミン等の蛍光色素を励起して誘導放出を発生させる。
レーザー媒質で使用されるレーザー色素の分子構造は比較的自由に分子設計ができるので、材料の固有の波長の発振になる気体レーザーや半導体レーザーと比較して発振波長の自由度が広がる。従来の色素レーザーではレーザー媒質を循環することで冷却したり劣化した蛍光色素を交換することが可能だったが、固体色素レーザーではアクリル樹脂に分散して固定されているので循環することはできない。そのため、高出力での連続発振には従来の色素レーザーの方が適している。

## 用途
- 分析
- 医療関係
- 光ファイバーセンサ

## 文献
- 久保田寛之, 興雄司, 渡邉博文, 大海聡一郎, 楊雨「光ファイバー上に構築された固体色素レーザーによる曲げセンサーの開発」『電気関係学会九州支部連合大会講演論文集』平成22年度電気関係学会九州支部連合大会（第63回連合大会）講演論文集セッションID: 12-2P-10、電気・情報関係学会九州支部連合大会委員会、2010年、663-664頁、CRID 1390282680642264704、doi:10.11527/jceeek.2010.0.663.0。
- 吉浦豪, 苣木雄一, 興雄司, 松岡孝義, 前田三男「導波型分布帰還固体色素レーザーのRGB領域発振」『九州大学大学院システム情報科学紀要』第5巻第1号、九州大学大学院システム情報科学研究院、2000年3月、141-146頁、CRID 1390290699820235904、doi:10.15017/1515678、hdl:2324/1515678、ISSN 1342-3819。
- 福田将海、松浦秀高、坂田肇「青紫色半導体レーザー励起によるエネルギー移動固体色素レーザーの発振」『レーザー研究』第37巻第8号、2009年、614-618頁、doi:10.2184/lsj.37.614。